# Listrognathus aequabilis
Listrognathus aequabilis är en stekelart som beskrevs av Tohru Uchida 1952. Listrognathus aequabilis ingår i släktet Listrognathus och familjen brokparasitsteklar. Inga underarter finns listade i Catalogue of Life.